# Petra Hartmann
Petra Hartmann (* 1970 in Hildesheim) ist eine deutsche Schriftstellerin aus dem Genre der phantastischen Literatur.

## Leben
Hartmann wuchs in Sillium bei Holle auf und besuchte das Gymnasium Andreanum in Hildesheim. Anschließend studierte sie Germanistik, Philosophie und Politikwissenschaften an der Universität Hannover und promovierte mit einer Arbeit über den jungdeutschen Schriftsteller Theodor Mundt.
Während des Studiums begann sie, als Journalistin zu arbeiten. Sie schrieb für die Leine-Zeitung (Neustadt am Rübenberge), die Nordsee-Zeitung (Bremerhaven) und die Neue Presse (Hannover). Ein Volontariat bei der Neuen Deister-Zeitung in Springe schloss sich an. Für diese Zeitung arbeitete sie danach fünf Jahre als Lokalredakteurin. Ferner war sie bei der Volksstimme in Gardelegen beschäftigt. Derzeit arbeitet sie als Lokalredakteurin für die Goslarsche Zeitung.
Petra Hartmann schreibt vorwiegend Märchen und Fantasy. In der Studienzeit veröffentlichte sie Erzählungen und Gedichte in der Studentenzeitschrift Versschwoerer, es folgten Beiträge in Fanzines der Legendensänger-Edition von Christel Scheja und den Tales of Blood and Love von Charlotte Engmann.
Ihre ersten Erfolge errang sie im Wettbewerb der Storyolympiade, bei der sie in den Jahren 1999, 2000 und 2001 jeweils den dritten Platz belegte. Ihre drei Beiträge spielten in der Fantasy-Welt Movenna und gefielen dem Storyolympiaden-Gründer und Verleger Ernst Wurdack so gut, dass er bei der Autorin ein erstes Buch aus dieser Welt bestellte. 2004 erschien der Band Geschichten aus Movenna, als zweiter Teil schloss sich 2007 Ein Prinz für Movenna an, dem 2010 der Roman Der Fels der schwarzen Götter folgte. Weitere Movenna-Storys erschienen in Anthologien, Zeitschriften und Fanzines.
Für den Wurdack-Verlag war sie auch als Herausgeberin zweier Märchenbände tätig, ferner gab sie Anthologien im Blitz-Verlag, im UlrichBurger-Verlag und im Verlag Monika Fuchs heraus. 2008 wurde sie für ihre Anthologie Drachenstarker Feenzauber mit dem Deutschen Phantastik-Preis ausgezeichnet. Für die Sammlung "Drachen! Drachen!" wurde sie für den Kurd-Laßwitz-Preis nominiert.
Als Literaturwissenschaftlerin beschäftigt sich Petra Hartmann vorwiegend mit dem Jungen Deutschland. Ein besonderer Schwerpunkt ihrer Arbeit liegt auf den jungdeutschen Autoren Theodor Mundt, Gustav Kühne und Charlotte Stieglitz. Außerdem veröffentlichte sie Aufsätze über Uwe Johnson, den Faust- und Don-Juan-Stoff, Berthold von Holle, über Motive der Fantasy und über journalistisches Schreiben.

## Auszeichnungen
- 1999: Dritter Platz der Storyolympiade für König Surbolds Grab
- 2000: Dritter Platz der Storyolympiade für Die Krone Eirikirs
- 2001: Dritter Platz der Storyolympiade für Flarics Hexen
- 2008: Deutscher Phantastik Preis für Drachenstarker Feenzauber
- 2010: Buch des Monats November auf der Phantastik-Couch für Der Fels der schwarzen Götter

## Veröffentlichungen

### Bücher
- Faust und Don Juan. Ein Verschmelzungsprozeß, dargestellt anhand der Autoren Wolfgang Amadeus Mozart, Johann Wolfgang von Goethe, Nikolaus Lenau, Christian Dietrich Grabbe, Gustav Kühne und Theodor Mundt. ibidem-Verlag, Stuttgart 1998, ISBN 3-932602-29-3.
- Von Zukunft trunken und keiner Gegenwart voll. Theodor Mundts literarische Entwicklung vom Buch der Bewegung zum historischen Roman. Dissertation. Aisthesis Verlag, Bielefeld 2003, ISBN 3-89528-390-8.
- Geschichten aus Movenna. Wurdack-Verlag, Nittendorf 2004, ISBN 3-938065-00-1.
- Ein Prinz für Movenna. Wurdack-Verlag, Nittendorf 2007, ISBN 978-3-938065-24-2.
- Zwischen Barrikade, Burgtheater und Beamtenpension. Die jungdeutschen Autoren nach 1835. ibidem-Verlag, Stuttgart 2009, ISBN 978-3-89821-958-7.
- Darthula, Tochter der Nebel. Arcanum-Fantasy-Verlag, Dortmund 2010, ISBN 978-3-939139-32-4. Neuausgabe (mit Hartmanns Übersetzung des "ossianischen" Kleinepos Darthula von James Macpherson): Verlag Saphir im Stahl, Bickenbach 2014, ISBN 978-3-943948-25-7.
- Der Fels der schwarzen Götter. Wurdack-Verlag, Nittendorf 2010, ISBN 978-3-938065-64-8.
- Die letzte Falkin. Arcanum-Fantasy-Verlag, Dortmund 2010, ISBN 978-3-939139-62-1.
- Die Schlagzeile. PersonalNovel, München 2011.
- Das Serum des Doctor Nikola. Wurdack-Verlag, Nittendorf 2013, ISBN 978-3-938065-92-1.
- Nestis und die verschwundene Seepocke. Verlag Monika Fuchs, Hildesheim 2013, ISBN 978-3-940078-64-3.
- Nestis und die Hafenpiraten. Verlag Monika Fuchs, Hildesheim 2014, ISBN 978-3-940078-84-1.
- Hut ab, Hödeken! Sagen aus dem Hildesheimer Land. Verlag Monika Fuchs, Hildesheim 2015, ISBN 978-3-940078-37-7.
- Freiheitsschwingen. PersonalNovel, München 2015.
- Timur. Saphir im Stahl, Bickenbach 2015, ISBN 978-3-943948-54-7.
- Vom Feuervogel. TES, Erfurt 2015.
- Berthold von Holle: Crane. Ein Ritter-Epos, neu erzählt. Verlag Monika Fuchs, Hildesheim 2016, ISBN 978-3-940078-48-3.
- Berthold von Holle: Demantin. Ein Ritter-Epos, neu erzählt. Verlag Monika Fuchs, Hildesheim 2016, ISBN 978-3-940078-34-6.
- Nestis und die verbotene Welle. Verlag Monika Fuchs, Hildesheim 2017, ISBN 978-3-947066-00-1
- Nestis und der Weihnachtssand. Verlag Monika Fuchs, Hildesheim 2017, ISBN 978-3-947066-12-4
- Falkenblut. Hottenstein Verlag, Sibbesse 2020, ISBN 978-3-935928-99-1
- Das Herz des Donnervogels. Blitz-Verlag, 2023.
- Mit Thomas Hofmann: Das intergalaktische Bestiarium. Edition Dunkelgestirn, Neustadt in Sachsen, 2025.

### E-Books
- Falkenfrühling. Arcanum Fantasy Verlag, Dortmund 2011, ISBN 978-3-939139-59-1.
- Die Schlagzeile. PersonalNovel Verlag, München 2012.
- Falkenblut. satzweiss.com – chichili agency, 2012, ISBN 978-3-8450-0753-3.
- Nestis und der Weihnachtssand. Ein Helgoland-Märchen. Verlag Monika Fuchs, Hildesheim 2013, ISBN 978-3-940078-71-1.
- Beim Vorderhuf meines Pferdes. Neue Geschichten aus Movenna. Wurdack-Verlag, Nittendorf 2014, ISBN 978-3-95556-081-2.
- Pressearbeit für Autoren. So kommt euer Buch in die Lokalzeitung. Neobooks, 2014, ISBN 978-3-8476-8465-7.
- Ulf. Ein Roman-Experiment in zwölf Kapiteln. Neobooks 2015, ISBN 978-3-7380-2224-7.

### Hörbücher
- Weihnachten im Schneeland. Action Verlag, Essen 2010, ISBN 978-3-86210-733-9.
- Der Fels der schwarzen Götter. Action Verlag, Essen 2012, ISBN 978-3-86210-512-0.
- Hut ab, Hödeken! Sagen aus dem Hildesheimer Land. Verlag Monika Fuchs, Hildesheim 2016, ISBN 978-3-940078-41-4.
- Drachen! Drachen! Fiese Essenzen aus 23 Genres. Blitz-Verlag, 2020, ISBN 978-3-99109-343-5.

### Herausgegebene Werke
- Drachenstarker Feenzauber. Märchen. Wurdack-Verlag, Nittendorf 2007, ISBN 978-3-938065-28-0.
- mit Judith Ott: Wovon träumt der Mond? Märchen. Wurdack-Verlag, Nittendorf 2008, ISBN 978-3-938065-37-2.
- mit Frank G. Gerigk: Drachen! Drachen! Fiese Essenzen aus dreiundzwanzig Genres. Blitz Verlag, 2012, ISBN 978-3-89840-339-9.
- mit Andrea Tillmanns: Mit Klinge und Feder. Ulrich Burger Verlag, Homburg/Saar 2013, ISBN 978-3-943378-07-8.
- mit Monika Fuchs: Autorenträume. Ein Lesebuch. Verlag Monika Fuchs, Hildesheim 2013, ISBN 978-3-940078-53-7.
- mit Monika Fuchs: Blitzeis und Gänsebraten. Hildesheimer Weihnachtsgeschichten. Verlag Monika Fuchs, Hildesheim 2014, ISBN 978-3-940078-57-5.

### Aufsätze
- Wortlosigkeit und Sprachlosigkeit. Über das Kommunikationsverhalten der Romanfiguren Uwe Johnsons. In: Welfengarten. Jahrbuch für Essayismus II. Revonnah, Hannover 1992, ISBN 3-927715-32-8, S. 100–114.
- Pressesprecher Alexanders des Großen. In: Z. Zeitschrift für Kultur- und Geisteswissenschaften. Nr. 6. Jahrgang 2, Sommer 1994, Fösse, Hannover ISSN 0945-0580, S. 86–88.
- Geschichtsschreibung für die Gegenwart: Theodor Mundt und Ludolf  Wienbarg. In: FVF – Forum Vormärz Forschung, Jahrbuch 1997: „1848 und der deutsche Vormärz.“. Aisthesis, Bielefeld 1998, ISBN 3-89528-195-6, S. 43–54.
- Eine Frage der Motivation. In: Federwelt. Zeitschrift für Autoren. Heft 24, Oktober/November 2000, ISSN 1439-8362, S. 7–9.
- Das ‚dramatische’ Ende des Jungen Deutschlands. In: FVF – Forum Vormärz Forschung. Jahrbuch 2001: Theaterverhältnisse im Vormärz. Aisthesis, Bielefeld 2002, ISBN 3-89528-350-9, S. 243–268.
- Wie kann man nur Varelian heißen? Über das Unbehagen an der Namensgebung in der Fantasy. In: Elfenschrift. 5. Jahrgang, März 2008, ISSN 1613-3293, S. 16f.
- Feenfleiß und Drachenschweiß: Die Entstehung eines Märchenbuchs. In: The Tempest. Ausgabe 10-5, 20. Mai 2008.
- Die ältesten Träume. In: Elfenschrift. 5. Jahrgang, Juni 2008, S. 6–8.
- Schattenseele – Seelenschatten. In: Elfenschrift. 5. Jahrgang, September 2008, S. 10–12.
- So kommt euer Buch in die Zeitung. In: The Tempest. Ausgabe 10-10, 20. Oktober 2008.
- Von Alfen, Elfen und Elben. In: Elfenschrift. 21, März 2009, S. 10–12.
- Journalistisches Schreiben für Einsteiger. Typische Anfängerfehler und wie sie vermieden werden können. In: The Tempest. Teil I: Ausgabe 11-03, März 2009. Teil II: Ausgabe 11-04, April 2009.
- Scheherazade, Sandmann & Co. Oder: Wer erzählt hier eigentlich? In: Elfenschrift. 22, Juni 2009, S. 6–8.
- Zwischen Donnerwetter und Dichterlorbeer. Zehn Jahre Storyolympiade. In: phantastisch! neues aus anderen welten. No. 35, Juli 2009. ISSN 1616-8437 S. 24f.
- Kaiser, König, Kanzler – oder gar kein Herrscher? Über Regierungsformen in phantastischen Reichen. In: Elfenschrift. 23, September 2009, S. 22–24.
- Information in zehn Zeilen: Die Kunst der Kurzmeldung. In: TextArt-Magazin. September 2009, ISSN 1616-0436, S. 18f.
- Liebesspielverderberin. In: Elfenschrift. 24, Dezember 2009, S. 6–8.
- Mephistopheles – ein tragischer Teufel. In: Elfenschrift. 25, März 2010, S. 7–9.
- Verlagsgründung? "Lass es bleiben!" Ein Interview mit Simone Edelberg. In: Elfenschrift. 26, Juni 2010, S. 8–10.
- Kleine Zombie-Kunde. In: Elfenschrift. 27, September 2010, S. 14–16.
- Zwischen Donnerwetter und Dichterlorbeer. Zehn Jahre Storyolympiade. Vorwort zu: Rache! Anthologie zur Storyolympiade 2010. Wurdack, Nittendorf 2010, ISBN 978-3-938065-71-6, S. 6–11.
- Warum Mondmenschen kein Klo brauchen. In: Elfenschrift. 28, Dezember 2010, S. 8–10.
- Ich habe die Nase voll. Ein vergrätzter Zwischenruf. In: Fandom Observer. 259 (PDF; 1,3 MB), Januar 2011, S. 23.
- Der Traum vom zehnten Planeten. Eine kurze Geschichte der Gegenerde in Philosophie, Film und Phantastik. Nachwort zu: Mark Brandis: Der Spiegelplanet. Wurdack, Nittendorf 2010, ISBN 978-3-938065-65-5, S. 163–190.
- Unter der Eiche von Dodona. In: Elfenschrift. 31, September 2011, S. 10–12.
- Aegirs Flotte - ein Nachruf. In: Fandom Observer. Dezember 2011, S. 16–18.
- Kein Jux: Die Eier bringt der Fuchs. In: Elfenschrift. 33, März 2012, S. 15–17.
- Hippalektryon - ein Fabeltier ohne Fabel. In: Elfenschrift. 34, Juni 2012, S. 14–17.
- Zwischen Waschzuber und Wunschpunkten. In: Elfenschrift. 35, September 2012, S. 12–14.
- Geisterstunde auf Helgoland. In: Elfenschrift. 36, Dezember 2012, S. 16–18.
- Ein Rucksack voller Geister. In: Elfenschrift. 37, März 2013, S. 19–21.
- Zwei Gottessöhne und ein Gelächter. Eine unernste Weihnachtspredigt. In: Elfenschrift. 40, Dezember 2013, S. 5–7.
- Interview mit Ulrike Reineke. In: Elfenschrift. 41, März 2014, S. 5–7.
- Elfenschrift – Abschied nach zehn Jahren. In: Fandomobserver. 300, Juni 2014, S. 14–15.
- So kommt Ihr Buch in die Lokalzeitung. In: Federwelt. April 2015. ISSN 1439-8362, S. 46–48.

### Kurzgeschichten und Märchen
- Die Krone Eirikirs. In: Stefanie Pappon, Ernst Wurdack (Hrsg.): Traumpfade (Anthologie zur Story-Olympiade 2000). Dresden 2001, S. 18–25.
- Flarics Hexen. In: Stefanie Pappon, Ernst Wurdack (Hrsg.): Geschöpfe der Dunkelheit (Anthologie zur Story-Olympiade 2001). Dresden 2002, S. 22–28.
- Angelbär und Zappelzwerg. In: Ernst Wurdack (Hrsg.): Märchenzauber. 50 ausgewählte Märchen zum Vorlesen und Selberlesen. (= Story-Olympiade Spezial. Band 6). Dresden 2003, S. 22–27.
- Das Märchen von der verzauberten Straßenlaterne. In: Ernst Wurdack (Hrsg.): Gute Nacht Geschichten. Märchen und Geschichten für das Vorlese- und Erstlesealter. (= Story-Olympiade Spezial. Band 9). 2003, S. 103–107.
- Der kostbarste Schatz der Welt. In: Ernst Wurdack (Hrsg.): Zauberhafte Märchenwelt. Wurdack-Verlag, Nittendorf 2004, S. 70–74.
- Das Märchen von der Gleichgültigkeit. In: Ursula Schmid-Spreer (Hrsg.): Mystische Märchen. Web-Site-Verlag, Berlin 2005, S. 91–95.
- Die Prinzessin aus dem Kaugummiautomaten. In: Ernst Wurdack (Hrsg.): Noch mehr Gute-Nacht-Geschichten. Wurdack-Verlag, Nittendorf 2005, S. 60–63.
- Ein Schiff für Hinnerk Himmelblau. In: Immer diese Kobolde! 41 Märchen und Geschichten für das Vorlese- und Erstlesealter. Illustriert von Matthias Herkle. Wurdack-Verlag, Nittendorf 2006, S. 10–12.
- Die Rache der Heinzelmännchen. In: Susanne Schnitzler (Hrsg.): Das geteilte Königreich. Lerato-Verlag, 2006, S. 180–184.
- Gewitternacht. In: Felix Woitkowski (Hrsg.): Im Bann des Nachtwaldes. Lerato-Verlag, 2007, S. 57–60.
- Zwischen Limbus und Nirwana. In: Jennifer Schreiner (Hrsg.): Satan GmbH & Co. KG. Lerato-Verlag, 2007, S. 27–32.
- Weihnachtssand für Helgoland. In: Bartholomäus Figatowski (Hrsg.): Wenn die Biiken brennen. Phantastische Geschichten aus Schleswig-Holstein. Verlag 71, Plön 2009, S. 163–174.
- Pfefferkuchen. In: Martin Witzgall (Hrsg.): Das ist unser Ernst! WortKuss Verlag, München 2010, S. 77–79.
- Das Schiff mit den silbernen Segeln. In: Elfenschrift. 32, Dezember 2011, S. 24–25.
- Falkenfrühling. In: Best of electronic publishing. eBook-Anthologie zum 1. Deutschen eBook-Preis 2011. Chichili und Satzweiss.com, 2011.
- Heldenlied. In: Frank G. Gerigk, Petra Hartmann (Hrsg.): Drachen! Drachen! Fiese Essenzen aus dreiundzwanzig Genres. Blitz-Verlag, 2012, S. 333–340.
- Ein Wort zuvor. In: Petra Hartmann, Andrea Tillmanns (Hrsg.): Mit Klinge und Feder. UlrichBurger-Verlag, Homburg (Saar) 2013, S. 6–7.
- Das Märchen von der verzauberten Straßenlaterne. Ebd, S. 45–50.
- Winter-Sonnenwende. Ebd, S. 51–59.
- Der Reiter auf dem schwarzen Pferd. Ebd, S. 60–68.
- Die letzte Morgenröte. Schlusskapitel des fiktiven Piratenromans "Unter blutiger Flagge". In: Felix Woitkowski (Hrsg.): The End. Elf Schlusskapitel ungeschriebener Romane. p.machinery, Murnau am Staffelsee 2013, S. 174–163.
- Das kleine blaue Fahrrad. In: Petra Hartmann, Monika Fuchs (Hrsg.): Blitzeis und Gänsebraten. Hildesheimer Weihnachtsgeschichten. Verlag Monika Fuchs, Hildesheim 2014, S. 56–65.
- Der schwarze Frosch. In: Stefan Cernohuby (Hrsg.): Fundbüro der Finsternis. Kann Spuren von Grauen enthalten. p.machinery, Murnau am Staffelsee 2015. S. 87–98.
- Zahltag. In: Oliver Hohlstein (Hrsg.): Kinder der Sonnenfinsternis. UlrichBurger-Verlag, Homburg/Saar 2015. S. 81–94.
- Der Hafen der Astarte. In: Brigitte Lamberts und Ursula Schmid-Spreer (Hrsg.): Kreuzfahrt, Mord und Mittelmeer. Adakia-Verlag, Leipzig 2020. S. 128–141.
- Notizen aus der Lokalredaktion. In: Felix Woitkowski (Hrsg.): Wenn die Welt klein wird und bedrohlich. Schreiben aus der Corona-Isolation. Blitz-Verlag, 2021. S. 55–62.
- Geisterreiter. In: Volkmar Kuhnle (Hrsg.); Tod des Helden. Arcanum Fantasy Verlag, Bickenbach 2021. S. 374–383.
- Die Blaubeerbrücke. In: Met-Magie. Hrsg. v. Amandara M. Schulzke und Nadine Muriel. Hamburg: Acabus Verlag, 2022. S. 163–174, ISBN 978-3-86282-833-3

### Lyrik
- An ein Gebäude. In: Christoph Buchwald, Norbert Hummelt (Hrsg.): Jahrbuch der Lyrik 2006. S. Fischer Verlag, Frankfurt am Main 2005, S. 49.
- Die ganze lange Nacht. In: Mystische Schriften 4: Balladen und Bänkelsänger. Fantasy-Lyrik. Arcanum-Verlag, Dortmund 2009, S. 72.
- Pegasus. In: Elfenschrift. 29, März 2011, S. 18f.
- Der Elfenzug. In: Elfenschrift. 30, Juni 2011, S. 18–19.
- Königskinder. In: Windfänger und andere Begegnungen. Sperling-Verlag, Nürnberg 2012, S. 93.
- Die Elfenbotin. In: Elfenschrift. 41, März 2014, S. 17.